# Emma Stone
Pour les articles homonymes, voir Stone.
Emily Stone, dite Emma Stone [ˈɛmə stoʊn] est une actrice et productrice américaine, née le 6 novembre 1988 à Scottsdale, dans l'Arizona.
Elle commence sa carrière au début des années 2010 en se faisant connaître dans les comédies grand public Easy Girl et Crazy, Stupid, Love, avant d'apparaître comme compagne du héros dans plusieurs films Spider-Man. Sa filmographie se diversifie ensuite et la voit tourner aussi bien dans des comédies noires que des drames ou des films d'époque, tels que La Couleur des sentiments, La Favorite, Cruella, Pauvres Créatures, La La Land et Birdman. Elle est également connue pour ses collaborations fréquentes avec le réalisateur Yórgos Lánthimos et avec l'acteur Ryan Gosling.
Considérée comme l'une des meilleures actrices de sa génération, elle obtient une première fois la reconnaissance de ses pairs en 2016 avec la comédie musicale La La Land de Damien Chazelle, qui lui vaut le Golden Globe, le BAFTA, la Coupe Volpi de la meilleure interprétation féminine et surtout l'Oscar de la meilleure actrice. Sept ans plus tard, en 2024, elle remporte ces mêmes prix - sauf la Coupe Volpi de la meilleure interprétation féminine - pour la comédie noire Pauvres Créatures de Yórgos Lánthimos.
Emma Stone est également productrice de films au sein de la compagnie Fruit Tree, qu'elle a créée avec son époux Dave McCary.

## Biographie

### Enfance et formation
Née  le 6 novembre 1988 à Scottsdale (Arizona), Emily Jean Stone est la fille aînée de Jeff Stone, un entrepreneur, et de Krista Yeager, femme au foyer. Ses parents sont les copropriétaires du Camelback Golf Club de Scottsdale et elle a vécu à l'hôtel Camelback Inn dès l'âge de 12 ans. Elle a un frère cadet, Spencer, né en 1990[réf. nécessaire].
Son grand-père paternel, Conrad Ostberg Sten, était d'origine suédoise et a américanisé son nom en Stone lorsqu'il a émigré aux États-Unis[réf. nécessaire].
Elle fréquente la Sequoya Elementary School, puis la Cocopah Middle School. Elle suit ensuite des cours par correspondance pendant deux ans, car elle se produisait dans seize productions théâtrales différentes au Valley Youth Theatre,. Elle faisait également partie d'une troupe de comédiens, dont la spécialité était l'improvisation. Ses parents engagent par la suite un coach personnel afin qu'elle puisse prendre des cours de comédie.
À l'âge de 15 ans, elle intègre le lycée privé Xavier College Preparatory, le temps d'un semestre. Peu après, elle tente de convaincre ses parents de quitter l'Arizona, afin de s'installer à Los Angeles pour se lancer dans la comédie. En janvier 2004, à l'âge de 15 ans, elle s'installe à Los Angeles avec sa mère et prend à nouveau des cours par correspondance.
Lorsqu'elle s'inscrit à la Screen Actors Guild à l'âge de 16 ans, son nom complet était déjà pris ; elle choisit donc le diminutif de son prénom « Emma ». Cependant, sa famille et ses amis continuent de l'appeler « Emily ». Emma Stone avait eu le choix de s'appeler « Emily J. Stone », mais elle a abandonné l'idée car ça ressemblait trop à Michael J. Fox. Elle avait tout d'abord choisi le nom « Riley » mais, après avoir joué dans Malcolm, elle a décidé qu'elle se sentait plus à l'aise avec « Emma », en référence à Emma Bunton (surnommée Baby Spice) sa chanteuse préférée des Spice Girls. En avril 2024, elle déclare préférer être appelée « Emily ».

### Carrière

#### Débuts télévisuels (2004-2008)
Emma Stone fait ses débuts comme actrice en 2004, avec le rôle de Laurie Partridge dans l'émission de télé-réalité, In Search of the New Partridge Family. Cependant, l'épisode dans lequel elle joue n'a pas été diffusé. Par la suite, elle apparaît dans de nombreuses séries à succès : Médium, Malcolm ou encore Lucky Louie. Elle auditionne ensuite pour le rôle de Claire Bennet dans la série fantastique Heroes, mais c'est l'actrice Hayden Panettiere qui décroche le rôle. En avril 2007, elle prête ses traits à la jeune Violet Trimble, dans la série d'action Drive, qui est cependant annulée au bout de six épisodes.
En 2007, Emma tourne dans son premier film, la comédie SuperGrave, jeune lycéenne dont s'amourache un camarade de classe incarné par Jonah Hill. L'année suivante, elle apparaît dans la comédie The Rocker, où elle joue le rôle d'une jeune musicienne. Pour ce faire, elle a dû apprendre à jouer de la basse. Plus tard, cette même année, elle évolue aux côtés de Kat Dennings, Colin Hanks et Anna Faris dans la comédie romantique Super blonde, où elle enregistre une nouvelle version de la chanson I Know What Boys Like (1982) du groupe The Waitresses.

#### Révélation comique (2009-2010)

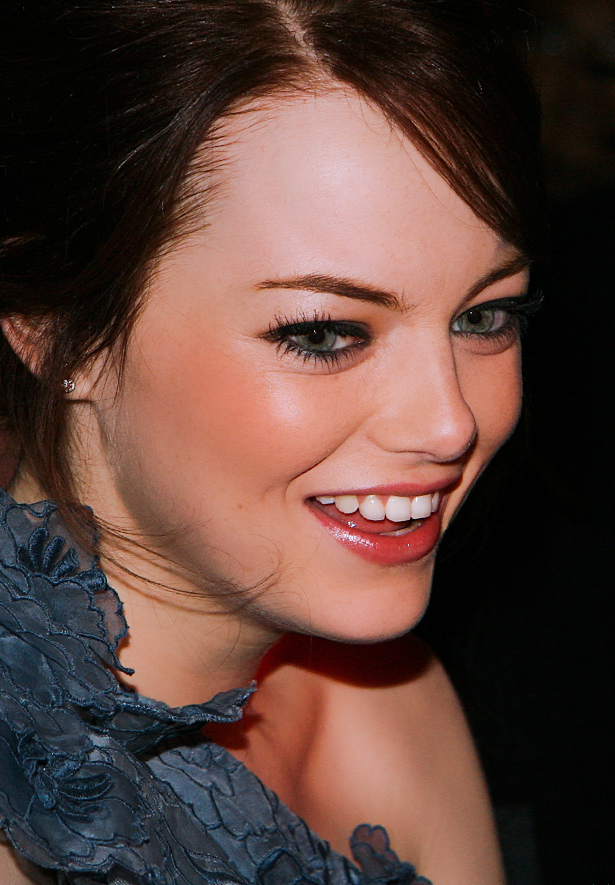
Emma Stone à l'avant-première de Easy Girl au TIFF en septembre 2010.

En 2009, elle côtoie les stars Matthew McConaughey, Jennifer Garner et Michael Douglas pour la comédie romantique Hanté par ses ex. Elle est ensuite à l'affiche de la comédie horrifique Bienvenue à Zombieland, aux côtés de Jesse Eisenberg, Abigail Breslin et Woody Harrelson. Toujours en 2009, elle a joué dans la comédie Paper Man, aux côtés de Jeff Daniels, Ryan Reynolds et Lisa Kudrow,.
En 2010, elle prête sa voix du personnage de Mazie dans le film d'animation Marmaduke,. Cette même année, Emma obtient son premier grand rôle dans la comédie Easy Girl. Pour cette prestation, Emma a été nommée dans la catégorie « Meilleure actrice dans une comédie » lors des Golden Globes 2011.
Lors de son apparition aux MTV Video Music Awards 2010, elle exprime le souhait de produire et réaliser ses propres films et assure que l'un de ses grands rêves était de jouer dans un sketch de l'émission Saturday Night Live. Elle a animé l'émission le 23 octobre 2010 et le 12 novembre 2011,.
Elle retrouve le réalisateur d’Easy Girl, Will Gluck, pour un petit rôle dans la comédie Sexe entre amis, dont les acteurs principaux sont Mila Kunis et Justin Timberlake. Le film sort au cinéma le 22 juillet 2011.
Elle se fait surtout de nouveau remarquer au sein du casting de la comédie romantique Crazy, Stupid, Love, aux côtés de Steve Carell et Ryan Gosling. Le film est sorti en salles le 29 juillet 2011.
Emma prévoit alors de retravailler avec le scénariste et réalisateur Will Gluck sur une nouvelle comédie pour les studios Screen Gems. À la suite du succès mondial d'Easy Girl, les studios leur ont donné le feu vert pour écrire et produire un nouveau film.

#### Confirmation dans un registre dramatique (2011-2013)

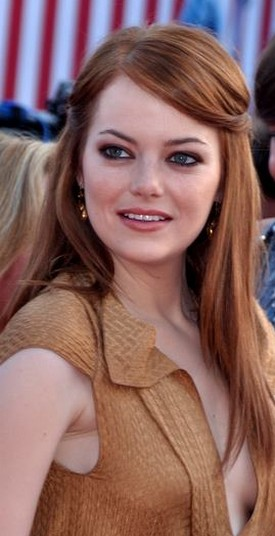
L'actrice à l'avant-première française de Crazy, Stupid, Love. au Festival du cinéma américain de Deauville en 2011.

Fin 2011, Emma Stone intègre la distribution de la comédie dramatique chorale  La Couleur des sentiments, adapté du roman éponyme de Kathryn Stockett. Elle y joue le rôle de Skeeter, une jeune femme qui revient dans le Mississippi, sa région natale comme journaliste pour un magazine local, et qui commence à se pencher sur les problèmes de ségrégation raciale aux États-Unis. À sa sortie, le film est favorablement reconnu par la presse et le public et permet au casting d'être multi-récompensé, en particulier Octavia Spencer, qui reçoit un Oscar pour son rôle dans le film.
En 2012, elle décroche le rôle convoité de Gwen Stacy dans le blockbuster The Amazing Spider-Man, un reboot de la série Spider-Man, aux côtés d'Andrew Garfield. Le film a été tourné entre décembre 2010 et novembre 2011 à New York et Los Angeles,. Elle choisit de décliner le rôle féminin de la comédie 21 Jump Street, pour pouvoir évoluer dans ce film de super-héros. La même année, elle prête sa voix au personnage de Amanda Cartwight dans le jeu vidéo Sleeping Dogs développé par United Front Games et édité par Square Enix et Bandai Namco Entertainment.
L'année d'après, elle retrouve Ryan Gosling pour le thriller d'époque Gangster Squad,, puis prête de nouveau ses traits à Gwen Stacy pour le tournage de la suite The Amazing Spider-Man : Le Destin d'un héros, à New York. Le film sort en salles le 16 avril 2014 et si son interprétation est saluée, l'accueil critique du film est globalement mitigé.
Elle double aussi le personnage de Eep dans le film d'animation Les Croods, et participe au court-métrage Veronica, aux côtés de Kieran Culkin.
En avril 2013, elle décline un rôle dans le blockbuster Crimson Peak et est remplacée par Mia Wasikowska,. En 2013, elle signe pour tourner sous la direction de Cameron Crowe dans une comédie romantique intitulée Deep Tiki. Le tournage débute en septembre 2013 à Hawaï et la sortie, planifiée pour le 25 décembre 2014, sera reportée à mai 2015. Renommé Aloha, le film est un énorme échec critique et commercial.

#### Reconnaissance critique (2014-2018)

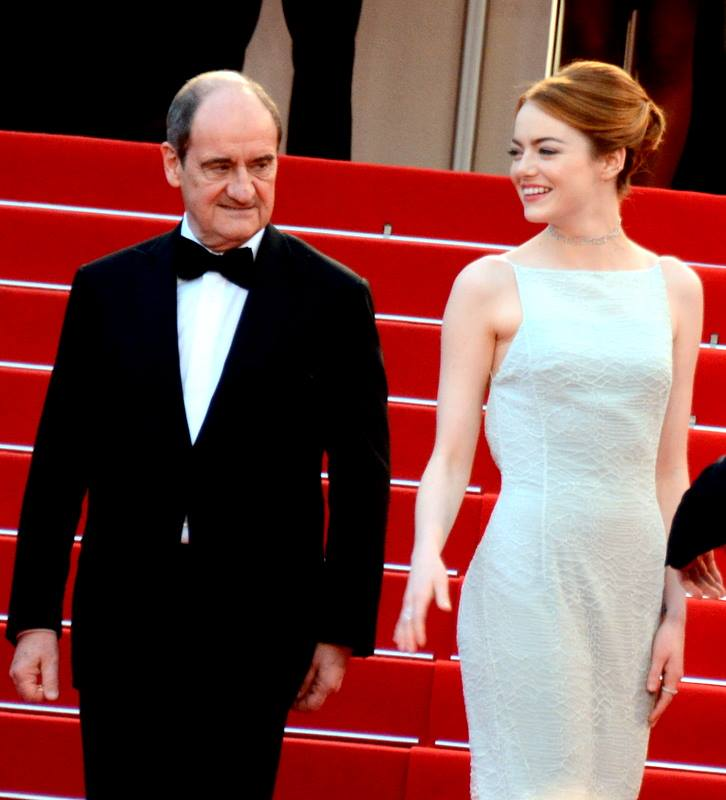
L'actrice aux côtés de Pierre Lescure, au Festival de Cannes 2015.

En 2014, elle tourne sous la direction du réalisateur Woody Allen pour la comédie romantique Magic in the Moonlight, aux côtés de l'acteur Colin Firth. Elle y tient le premier rôle, celui d'une jeune médium prête à tout pour percer les secrets d'un éminent magicien. Le film est présenté en sélection non officielle au Festival de Cannes 2014,,. Le film est très bien accueilli par la critique et le magazine Première inscrit le personnage de Stone « dans la lignée pour le coup, des grandes héroïnes alleniennes. »

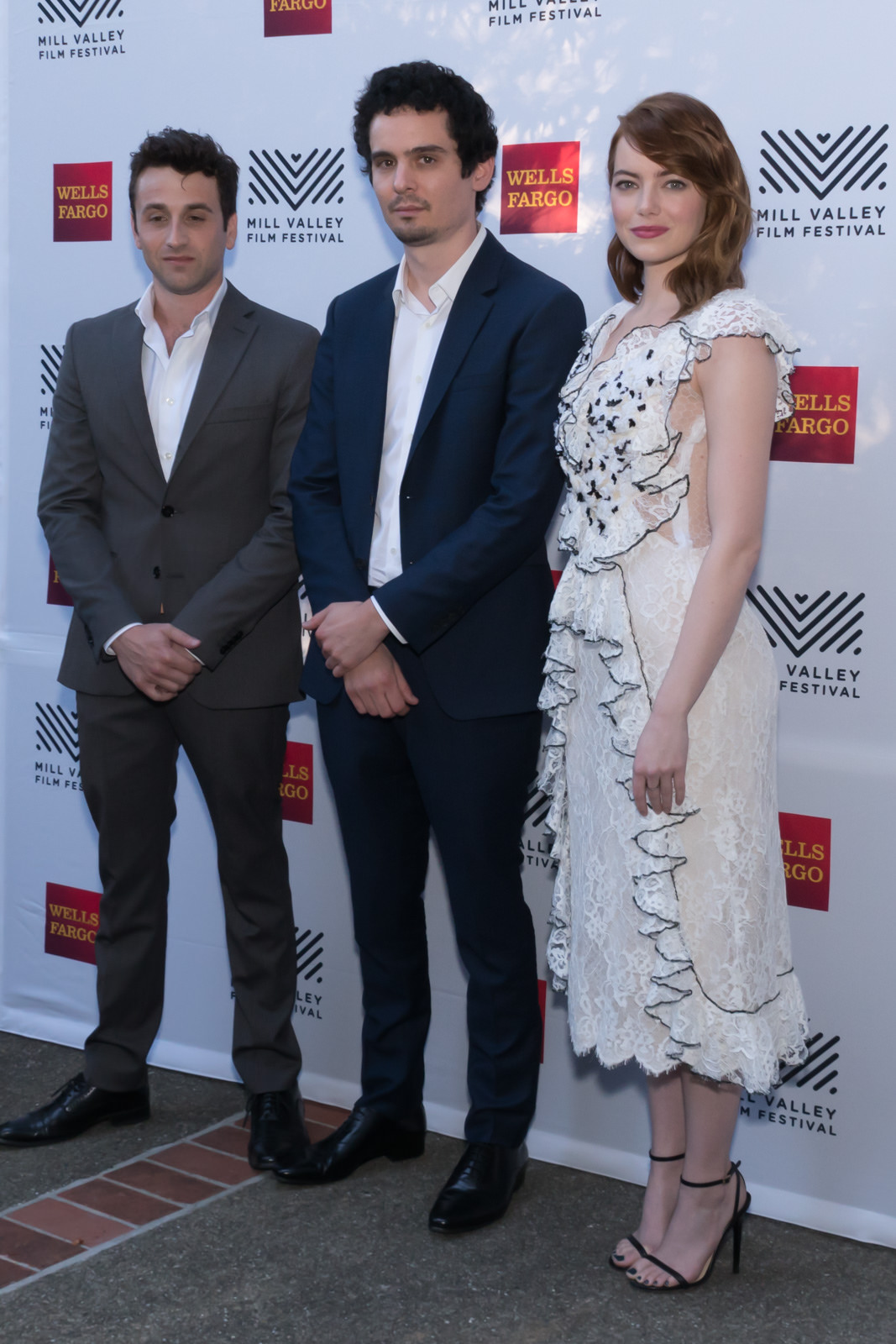
Emma Stone, le compositeur Justin Hurwitz et le réalisateur Damien Chazelle pour la promotion de la comédie musicale La La Land.

À la fin de l'année 2014 l'actrice est à l'affiche de la satire fantastique Birdman, présentée à la Mostra de Venise. Le film obtient un score de 93 % d'opinions favorables pour le site Rotten Tomatoes et aura 4 étoiles chez Allociné. Il remporte de nombreuses récompenses dont l'Oscar du meilleur film. Pour ce film, l'actrice est nommée entre autres à l'Oscar de la meilleure actrice dans un second rôle.
Ensuite, de novembre à février de l'année suivante, le public retrouve Emma Stone à Broadway dans la comédie musicale Cabaret où elle succède à Michelle Williams qui tenait le rôle de Sally Bowles.
Elle retrouve, l'année suivante, Woody Allen dont elle est considérée comme la nouvelle muse après Scarlett Johansson et Mia Farrow,, dans le thriller psychologique L'Homme irrationnel. Elle y interprète alors le rôle d'une jeune étudiante qui tombe sous le charme de son professeur de philosophie, un homme torturé joué par Joaquin Phoenix. À nouveau, en 2015, le film est présenté au Festival de Cannes mais, contrairement aux précédents, celui-ci y reçoit un accueil plus mitigé.
Fin 2016, elle retrouve pour la troisième fois son partenaire à l'écran Ryan Gosling pour la comédie musicale La La Land, écrite et réalisée par l'auteur de Whiplash, Damien Chazelle. Le film est unanimement acclamé par la critique et connaît un véritable succès mondial. Sa performance comme actrice et chanteuse dans le film est très vite saluée par le public et la critique, puisqu'elle obtient la Coupe Volpi de la meilleure interprétation féminine. Elle obtient également l'Oscar de la meilleure actrice, le Golden Globe de la meilleure actrice et le British Academy Film Award de la meilleure actrice. En avril 2017, Emma Stone a la surprise d'être invitée à un bal de promo par un jeune étudiant, au moyen d'une vidéo que ce dernier publie sur YouTube, où il pastiche avec des camarades la scène d'ouverture de La La Land. L'actrice décline l'invitation mais envoie un message à son admirateur pour le remercier.
En septembre 2017, Stone revient sur les écrans, avec le drame historique Battle of the Sexes, qui marque ses retrouvailles avec Steve Carell, son père dans Crazy, Stupid, Love. Elle y prête ses traits à la joueuse de tennis  Billie Jean King, devant la caméra de Jonathan Dayton et Valerie Faris. Les critiques sont bonnes, mais le film échoue au box-office. Cependant, le film lui permet de remporter sa 4e nomination aux Golden Globes.

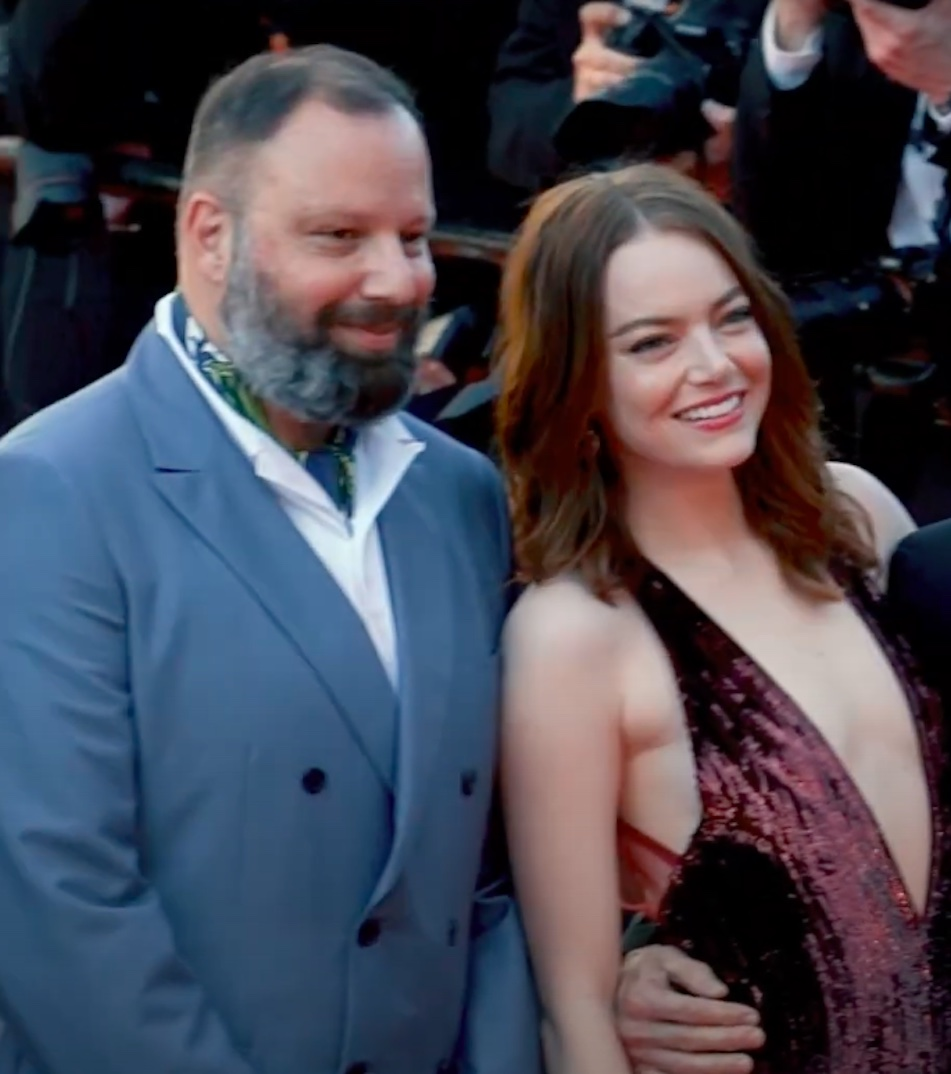
Emma Stone et Yórgos Lánthimos au Festival de Cannes 2024 pour la présentation de Kinds of Kindness.

#### Confirmation dramatique (depuis 2018)
À partir de l'année 2018, Emma Stone évolue davantage dans un registre plus dramatique. Elle est, à l'époque, envisagée pour reprendre le rôle de Meg March dans une nouvelle adaptation de Les Filles du docteur March par la réalisatrice Greta Gerwig. Elle doit cependant refuser par conflit d'emploi du temps avec son projet La Favorite, et c'est Emma Watson — qui avait d'abord été envisagée pour son rôle dans La La Land — qui la remplace. Elle est ensuite la tête d'affiche du drame historique du réalisateur grec Yórgos Lánthimos, La Favorite. Elle y prête ses traits au personnage historique Abigail Masham et forme un triangle amoureux sulfureux avec Olivia Colman et Rachel Weisz. À sa sortie en salles, le film surprend par son propos et son humour grinçant,. Emma Stone est citée pour la deuxième fois à l'Oscar de la meilleure actrice dans un second rôle, au BAFTA de la meilleure actrice dans un second rôle et aux Golden Globes. Toutefois, elle ne les remporte pas, malgré le succès rencontré par le long-métrage, qui permet à Olivia Colman de remporter plusieurs prix. Elle est ensuite dans le remake de la mini-série norvégienne Maniac, où elle joue une jeune marginale toxicomane qui participe à un essai thérapeutique neurochimique. Puis elle prête sa voix à la série documentaire Le Cerveau, en bref avant de reprendre son rôle dans le film d'animation Les Croods 2 : Une nouvelle ère.
Elle reprend le rôle de Cruella, après Glenn Close, dans un film centré sur la jeunesse de la méchante des 101 Dalmatiens. Produit par les studios Disney, le film renoue avec le genre préquelle après Maléfique. Elle y donne la réplique à la comédienne britannique Emma Thompson et tourne sous la direction de l’australien Craig Gillespie. La sortie en salles, prévue pour l’année suivante, sera finalement repoussée à l’été 2020, à cause de la pandémie de coronavirus. Ce contre-temps force l’actrice à renoncer au personnage de Nelly LaRoy dans une autre superproduction, Babylon, film qui devait signer ses retrouvailles avec Damien Chazelle. Son rôle sera attribué à Margot Robbie qui avait tourné avec Gillespie sur le biopic Moi Tonya, en 2018. D’abord sorti sur la plateforme Disney +, Cruella est, quelques mois plus tard, diffusé en salles, où il rencontre le succès et remporte 233,5 millions[Quoi ?] au total. Les critiques sont enthousiastes, louant la rivalité entre le duo — qu’on appelle alors « les deux Emma » — et l'interprétation de Stone, jugée « décoiffante ». L’actrice estime que ce film est « l’un des plus sombres et matures des films Disney ». Le succès du film est tel qu’un second volet est envisagé. Sa sortie est prévue en 2024, exclusivement au cinéma cette fois. Pour ce rôle, elle décroche une nouvelle nomination au Golden Globe de la meilleure actrice dans un film musical ou comédie. Elle retrouve ensuite Yorgos Lanthimos pour le court-métrage muet et en noir et blanc Bleast, dans lequel elle donne la réplique à l'acteur français Damien Bonnard[réf. nécessaire].

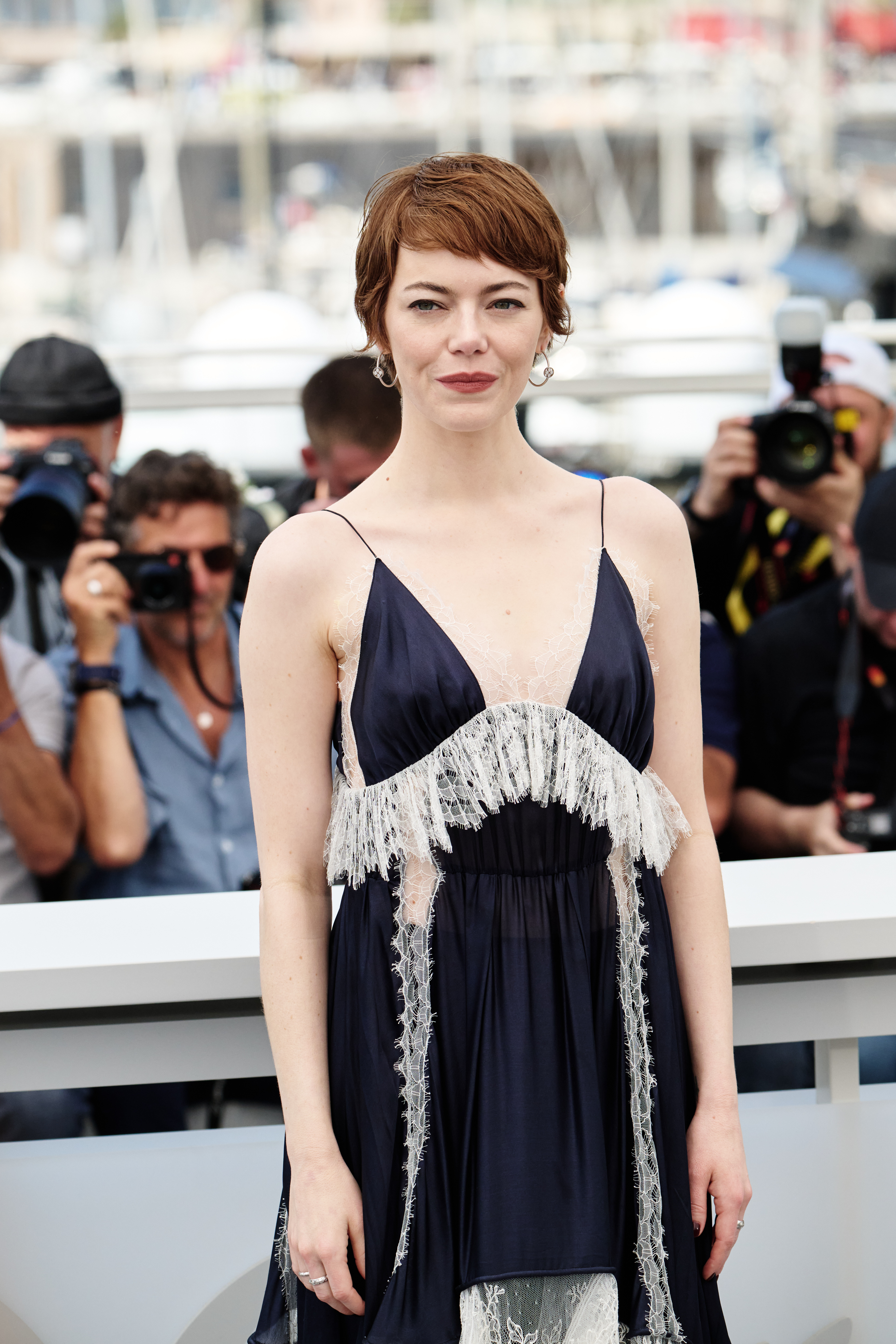
L'actrice au Festival de Cannes 2025 pour la présentation en sélection officielle dEddington.

Deux ans plus tard, elle fait son retour à la télévision avec la mini-série The Curse, produite par la chaine télévisée Showtime. Elle est la tête d’affiche, aux côtés de Nathan Fields. Tous deux incarnent un couple de présentateurs de télévision à la dérive. Comédie noire sur l’hypocrisie des milieux médiatiques américains, The Curse reçoit de bonnes critiques. Cette mini-série lui vaut une septième nomination aux Goldens Globes dans la catégorie meilleure actrice dans une mini-série ou un téléfilm.
Elle collabore à nouveau avec le réalisateur grec Yórgos Lánthimos qui lui confie le rôle principal de sa nouvelle comédie horrifique : Pauvres Créatures. Dans ce film, elle joue le rôle d’une jeune femme ramenée à la vie par le Dr Godwin Baxter, grâce au cerveau du bébé qu’elle attendait. Elle partage l’affiche avec les acteurs Willem Dafoe et Mark Ruffalo qui incarnent respectivement le Dr Godwin Baxter et son amant. Emma Stone explique la préparation de son rôle, ainsi que son interprétation, comme quelque chose d' « incroyablement libérateur ». Présenté à la Mostra de Venise en pleine grèves des acteurs et des scénaristes, Pauvres Créatures permet à la comédienne de renouer avec le succès. Le film reçoit le Lion d'or. La comédienne décrit son personnage de Bella Baxter comme « son personnage préféré de [sa] filmographie ». Elle dit que ce rôle est l'un des plus durs de sa carrière, en raison de la densité du tournage, le film ayant nécessité de plusieurs lieux entre Paris, la Hongrie ou encore au Royaume-Uni, mais aussi en raison de la complexité des scènes de sexes, multiples. Elle note s'être beaucoup inspirée du cinéma de Luis Buñuel pour travailler son personnage et cite l'interprétation de Catherine Deneuve dans Belle de Jour (1967) comme modèle. Pour ce rôle, la comédienne prend à nouveau des cours de danse et se teint les cheveux en noir. Elle travaille aussi comme productrice exécutive sur ce film. Son interprétation est à nouveau saluée par les médias, qui estiment qu'avec ce film, Emma Stone signe sa « meilleure performance depuis le début de sa carrière ». En 2024, elle remporte pour la deuxième fois le Golden Globe de la meilleure actrice dans un film musical ou une comédie. Par ailleurs, elle est doublement nommée aux Oscars, en tant que meilleure actrice et productrice du meilleur film. Elle remporte finalement celui de la meilleure actrice, sept ans après sa performance dans La La Land.
Elle confirme également la mise en chantier de la suite de Cruella, avec la même équipe que pour le premier volet. Après sa victoire aux Oscars, l'actrice retrouve une partie de la distribution de Pauvres Créatures, Margaret Qualley et Willem Dafoe, pour le film Kinds of Kindness, en plus des comédiens Jesse Plemons et Hunter Schafer. Ce film signe sa quatrième collaboration avec Yórgos Lánthimos. En mars 2024, Kinds of Kindness est annoncé en sélection officielle du 77e Festival de Cannes. Le film reçoit un accueil mitigé en comparaison de ses précédentes collaborations avec le réalisateur grec. La même année, elle coproduit, avec son époux Dave McCary, le long-métrage A Real Pain de Jesse Eisenberg. Elle fait également une brève apparition dans la série télévisée Fantasmas porter par Julio Torres.
En 2025, Emma Stone retourne sur les plateaux de cinéma à l'occasion du tournage du western Eddington d'Ari Aster. Elle y tient le rôle principal, aux côtés de Joaquin Phoenix à qui elle avait déjà donner la réplique dans L'Homme Irrationnel dix ans plus tôt.  
Emma Stone poursuit sa collaboration avec Lanthimos pour un cinquième long-métrage intitulé Bugonia. Celui-ci est une relecture du film sud-coréen Save the Green Planet! du cinéaste Jang Joon-hwan. Emma Stone incarne une PDG d'une firme multinationale persuadée d'être une alien. Pour ce rôle, la comédienne se rase le crâne.

### Vie privée

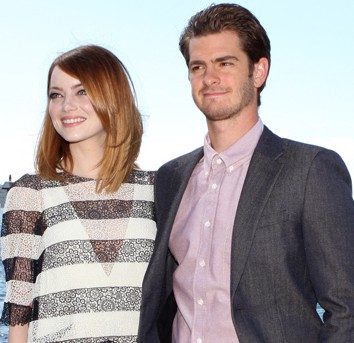
Emma Stone et son ex-compagnon, Andrew Garfield, à l'avant-première de The Amazing Spider-Man : Le Destin d'un héros à Sydney en mars 2014.

Emma Stone vit pendant cinq ans à Los Angeles, avant de s'installer à New York en 2009. En 2015, elle retourne vivre à Los Angeles.
Elle fréquente Teddy Geiger pendant près d'un an entre 2008 et 2009, puis l'acteur Kieran Culkin d'avril 2010 à avril 2011. Elle partage ensuite la vie de l'acteur américano-britannique Andrew Garfield de juin 2011 à octobre 2015,.
Depuis octobre 2017, elle est en couple avec le réalisateur américain Dave McCary, rencontré en 2016 lors d'une émission de Saturday Night Live. Ils se fiancent en décembre 2019, puis se marient en secret en septembre 2020. Le 13 mars 2021, elle donne naissance à une fille, nommée « Louise Jean McCary ».

## Filmographie

### Comme actrice

#### Cinéma

##### Années 2000
- 2007 : SuperGrave (Superbad) de Greg Mottola : Jules
- 2008 : The Rocker de Peter Cattaneo : Amelia Stone
- 2008 : Super blonde (The House Bunny) de Fred Wolf : Natalie Sandler
- 2009 : Hanté par ses ex (Ghosts of Girlfriends Past) de Mark Waters : Allison Vandermeersh
- 2009 : Paper Man de Kieran Mulroney (en) et Michele Mulroney : Abby
- 2009 : Bienvenue à Zombieland  (Zombieland) de Ruben Fleischer : Wichita / Krista

##### Années 2010
- 2010 : Easy Girl (Easy A) de Will Gluck : Olive Penderghast
- 2011 : Sexe entre amis  (Friends with Benefits) de Will Gluck : Kayla
- 2011 : Crazy, Stupid, Love de Glenn Ficarra et John Requa : Hannah Weaver
- 2011 : La Couleur des sentiments (The Help) de Tate Taylor : Eugenia « Skeeter » Phelan
- 2012 : The Amazing Spider-Man de Marc Webb : Gwen Stacy
- 2013 : Gangster Squad de Ruben Fleischer : Grace Faraday
- 2013 : My Movie Project (Movie 43) de Griffin Dunne : Veronica
- 2014 : The Amazing Spider-Man : Le Destin d'un héros (The Amazing Spider-Man 2) de Marc Webb : Gwen Stacy
- 2014 : Magic in the Moonlight de Woody Allen : Sophie Baker
- 2014 : Birdman d'Alejandro González Iñárritu : Sam Thomson
- 2015 : Welcome Back (Aloha) de Cameron Crowe : Allison Ng
- 2015 : L'Homme irrationnel (Irrational Man) de Woody Allen : Jill Pollard
- 2016 : Popstar : Célèbre à tout prix (Popstar: Never Stop Never Stopping) de Akiva Schaffer et Jorma Taccone : Claudia Cantrell (caméo)
- 2016 : La La Land de Damien Chazelle : Mia Dolan
- 2017 : Battle of the Sexes de Jonathan Dayton et Valerie Faris : Billie Jean King
- 2018 : La Favorite (The Favourite) de Yórgos Lánthimos : Abigail Masham
- 2019 : Retour à Zombieland (Zombieland: Double Tap) de Ruben Fleischer : Wichita / Krista

##### Années 2020
- 2021 : Cruella de Craig Gillespie : Estella Miller / Cruella d'Enfer (également productrice déléguée)
- 2023 : Pauvres Créatures (Poor Things) de Yórgos Lánthimos : Bella Baxter
- 2024 : Kinds of Kindness de Yórgos Lánthimos : Rita / Liz / Emily
- 2025 : Eddington d'Ari Aster : Louise Cross
- 2025 : Bugonia de Yórgos Lánthimos : Michelle

#### Télévision

##### Séries télévisées
- 2005 : Médium : Cynthia McCallister (saison 2, épisode 5)
- 2006 : Malcolm (Malcolm in the Middle) : Diane (saison 7, épisode 16)
- 2006 : Lucky Louie : Shannon (saison 1, épisode 8)
- 2007 : Drive : Violet Trimble
- 2011 : 30 Rock : elle-même (saison 6, épisode 4)
- 2012 : iCarly : Heather (saison 6, épisode 9)
- 2018 : Maniac : Annie Landsberg
- 2023 : The Curse : Whitney Siegel
- 2024 : Fantasmas : Geneviève

##### Court-métrage
- 2022 : Vlihi de Yórgos Lánthimos : La femme

#### Doublage
- 2006 : La Vie de palace de Zack et Cody (The Suit Life of Zack and Cody) : Ivana Tipton
- 2010 : Marmaduke de Tom Dey : Mazie
- 2011 : Robot Chicken : Yori / Janet / Lois Lane / Bridget von Hammersmark
- 2012 : Sleeping Dogs (jeu vidéo) : Amanda Cartwight
- 2013 : Les Croods (The Croods) de Chris Sanders et Kirk DeMicco : Eep Crood
- 2020 : Les Croods 2 : Une nouvelle ère (The Croods: A New Age) de Joel Crawford : Eep Crood
- 2020 : Le Cerveau, en bref (The Mind, Explained)  (documentaire) : la narratrice

### Comme productrice
- 2020 : Cruella de Craig Gillespie
- 2022 : When You Finish Saving the World de Jesse Eisenberg[89]
- 2024 : Pauvres Créatures de Yórgos Lánthimos
- 2024 : I Saw the TV Glow de Jane Schoenbrun  [90]
- 2024 : A Real Pain de Jesse Eisenberg
- 2025 : Bugonia de Yórgos Lánthimos
- 2026 : Untitled Jesse Eisenberg Musical de Jesse Eisenberg

## Théâtre
- 2014 - 2015 : Cabaret au Studio 54 (Broadway) : Sally Bowles

## Distinctions

### Récompenses
- Scream Awards 2010 : Meilleure distribution pour Bienvenue à Zombieland (partagée)
- MTV Movie & TV Awards 2012 :  Meilleure actrice dans une comédie pour Easy Girl
- Teen Choice Awards 2012 : Meilleure actrice dans une comédie pour Crazy, Stupid, Love
- Festival du film de Hollywood 2013 : Meilleure distribution pour La Couleur des sentiments (partagée)
- Teen Choice Awards 2013 : Meilleure actrice dans un drame pour La Couleur des sentiments
- Boston Online Film Critics Association Awards 2015 :  Meilleure actrice dans un second rôle pour Birdman
- Detroit Film Critics Society Awards 2015 : Meilleur ensemble d'acteurs pour Birdman (partagée)
- Screen Actors Guild Awards 2015 : Meilleure distribution pour Birdman (partagée)
- Teen Choice Awards 2015 : Meilleure actrice dans un film d'action pour The Amazing Spider-Man : Le Destin d'un héros
- Washington DC Area Film Critics Association Awards 2015 : Meilleure distribution pour Birdman (partagée)
- Mostra de Venise 2016 : Coupe Volpi de la meilleure interprétation féminine pour La La Land
- BAFTA 2017 : Meilleure actrice pour La La Land
- Detroit Film Critics Society Awards 2017 : Meilleure actrice pour La La Land
- Golden Globes 2017 : Meilleure actrice dans un film musical ou une comédie pour La La Land
- Oscars 2017 : Meilleure actrice pour La La Land
- Phoenix Film Critics Society Awards 2017 : Meilleure actrice pour La La Land
- Screen Actors Guild Awards 2017 : Meilleure actrice pour La La Land
- BAFTA 2024 : Meilleure actrice pour Pauvres Créatures
- Golden Globes 2024 : Meilleure actrice dans un film musical ou une comédie pour Pauvres Créatures
- Oscars 2024 : Meilleure actrice pour Pauvres Créatures

### Nominations
- Detroit Film Critics Society Awards 2010 : Meilleure distribution pour Retour à Zombieland (partagée)
- Scream Awards 2010 :  Meilleure actrice dans un film d'horreur pour Retour à Zombieland
- Teen Choice Awards 2010 :  Meilleure actrice dans une comédie pour Retour à Zombieland
- BAFTA 2011 : Rising Star Award (meilleur espoir) pour Easy Girl
- Golden Globes 2011 : Meilleure actrice dans un film musical ou comédie pour Easy Girl
- NAACP Image Awards 2012 : Meilleure actrice pour La Couleur des sentiments
- Detroit Film Critics Society Awards 2014 : Meilleure actrice dans un second rôle pour Birdman
- San Diego Film Critics Society Awards 2014 : Meilleure actrice dans un second rôle pour Birdman
- Washington DC Area Film Critics Association Awards 2014 : Meilleure actrice dans un second rôle pour Birdman
- AACTA International Awards 2015 : Meilleure actrice dans un second rôle pour Birdman
- BAFTA 2015 : Meilleure actrice dans un second rôle pour Birdman
- Golden Globes 2015 : Meilleure actrice dans un second rôle pour Birdman
- Houston Film Critics Society Awards 2015 : Meilleure actrice dans un second rôle pour Birdman
- Film Independent's Spirit Awards 2015 : Meilleure actrice dans un second rôle pour Birdman
- Oscars 2015 : Meilleure actrice dans un second rôle pour Birdman
- Broadcast Film Critics Association Awards 2016 : Meilleure actrice pour  La La Land
- Chicago Film Critics Association Awards 2016 : Meilleure actrice pour La La Land
- Sierra Awards 2016 : Meilleure actrice  pour La La Land
- North Texas Film Critics Association Awards 2016 : Meilleure actrice  pour La La Land
- St. Louis Film Critics Association Awards 2016 : Meilleure actrice pour La La Land
- Denver Film Critics Society Awards 2017 : Meilleure actrice pour La La Land
- Houston Film Critics Awards Society Awards 2017 : Meilleure actrice pour La La Land
- London Film Critics Circle Awards 2017 : Meilleure actrice pour La La Land
- Golden Globes 2018 : Meilleure actrice dans un film musical ou comédie pour Battle of the Sexes
- BAFTA 2019 : Meilleure actrice dans un second rôle pour La Favorite
- Golden Globes 2019 : Meilleure actrice dans un second rôle pour La Favorite
- Oscars 2019 : Meilleure actrice dans un second rôle pour La Favorite
- Satellite Awards 2019 : Meilleure actrice dans une mini-série ou un téléfilm pour Maniac
- Screen Actors Guild Awards 2019 : Meilleure actrice dans une mini-série ou un téléfilm pour Maniac
- Golden Globes 2022 : Meilleure actrice dans un film musical ou une comédie pour Cruella
- Golden Globes 2024 : Meilleure actrice dans une série télévisée dramatique pour The Curse
- Golden Globes 2025 : Meilleur film musical ou comédie pour A Real Pain (comme productrice avec Jennifer Semler, Ewa Puszczynska, Dave McCary et Ali Herting).

## Voix francophones
En France, Elisabeth Ventura est la voix française régulière d'Emma Stone depuis SuperGrave en 2007. Elle l'a doublée dans Easy Girl, La Couleur des sentiments, les films The Amazing Spider-Man, Magic in the Moonlight, Birdman, L'Homme irrationnel, La La Land, La Favorite ou encore Cruella.
Chloé Berthier l'a doublée, à la fin des années 2000, dans Super blonde, The Rocker et Bienvenue à Zombieland, puis, en 2019, dans Retour à Zombieland. Entre 2011 et 2018, Olivia Dalric l'a doublée dans les films Crazy, Stupid, Love, Gangster Squad et La Bataille des sexes ainsi que dans la série Maniac. Elle a également été doublée par Bénédicte Bosc dans Malcolm, Karine Foviau dans Lucky Louie et par Sophie Riffont dans Hanté par ses ex.
Au Québec, elle est principalement doublée par Pascale Montreuil ou Catherine Brunet. Geneviève Désilets l'a doublé dans Supermalades et Super blonde tandis que Bianca Gervais l'a doublée dans Le Rocker. La répartition entre les doubleuses fréquentes est la suivante (la liste indique les titres québécois) :
- Pascale Montreuil dans Un amour fou, Escouade Gangster, Hanté par ses ex, Marmaduke, Zombieland[92]
- Catherine Brunet dans Tout pour un A, La Couleur des sentiments, Amis modernes, L'Extraordinaire Spider-Man, L'Extraordinaire Spider-Man 2, Pour l'amour d'Hollywood, Cruella[92]